# موسيقى بانك المشوهة
حركة البانك المشوهة، المعروفة أيضًا باسم سي بانك، أو كريبانك، أو مشوه بانك، هي حركة اجتماعية تتعلق بحقوق الإعاقة الجسدية وترفض التصوير الملهم للأشخاص ذوي الإعاقات الجسدية على أساس إعاقتهم الجسدية فقط.
بدأ تايلر ترويلا هذه الحركة على تمبلر عام 2014، مستلهمة أفكارها من ثقافة البانك الفرعية وقيمها. تتحدى الحركة فكرة أن ذوي الإعاقات الجسدية يجب أن يظهروا بمظهر حسن أخلاقي ليستحقوا الدعم المشروط الذي يقدمه الأصحاء، وتدعو بدلًا من ذلك إلى تضامن ذوي الإعاقات الجسدية الذين يبدو أنهم لا يلتزمون بالمعايير المعيارية من خلال مظهرهم، أو حجم أجسامهم، أو ملابسهم، أو استخدامهم لوسائل مساعدة على الحركة، أو تعاطيهم للمخدرات، أو تشوههم الجسدي.

## الأصول
بدأ وسم "البانك المشوه" في عام 2014 بواسطة مستخدم تمبلر، تايلر ترويلا، الذي نشر صورة وهو يقف بعصا وسيجارة مشتعلة، مع تعليق "البانك المشوه" في الأعلى، ووصف "أبدأ حركة". حظي المنشور بإعجاب وإعادة نشر من قبل أكثر من 40,000 شخص، مع استخدام التسمية التوضيحية كعلامة لتعزيز المنشورات والصور الأخرى للأشخاص ذوي الإعاقة الجسدية التي تتعارض مع التصور النمطي للأشخاص ذوي الإعاقات الجسدية.

## الأيديولوجية
تركز أيديولوجية البانك المشوهة وتعطي الأولوية لتجارب الأشخاص ذوي الإعاقة الجسدية على الضغط للامتثال للمعايير التي يدعمها الأشخاص الأصحاء. تم إنشاء الحركة صراحةً من قبل الأشخاص ذوي الإعاقات الجسدية ولصالحهم وتهدف إلى تصوير كيفية تنقلهم في العالم، على عكس الأشخاص الأصحاء. لا تعتمد المشاركة على شعور الأشخاص بالراحة عند استخدام كلمة مشوه، ويتم قبول التهجئات البديلة أو الرقابة. تحاول الحركة تغيير الأفكار القائلة بأن الأشخاص ذوي الإعاقات الجسدية يجب أن يكونوا غير مشكلين تمامًا، وبدون خطأ، وأن يبذلوا كل طاقتهم في محاولة التصرف أو الظهور بمظهر أقل إعاقة؛ أو أن الأشخاص ذوي الإعاقة الجسدية إما أن يكونوا مصدر إلهام أو مصدر شفقة. بدلاً من ذلك، تركز على البقاء الأساسي وتحسين جودة الحياة للأشخاص ذوي الإعاقة الجسدية من خلال دعم وتضامن الأشخاص ذوي الإعاقة الجسدية الآخرين. كما أنه يدعم التخلص من أشكال الإعاقة الداخلية، وأولئك الذين يمرون بعملية القيام بذلك.

## موسيقى
ترتبط العديد من الفرق بمشهد البانك للمقعدين، بما في ذلك معسكر رياضة الكراسي المتحركة في دنفر، كولورادو، والذي يقوده كالين هيفرنان الذي ولد باضطراب وراثي يسمى تكون العظم الناقص. يختلف هؤلاء الفنانون في الأنواع البديلة ولكنهم يدافعون بشكل عام عن حياة المقعدين ويمثلونها. تتبرع فرقة البانك كرسي متحرك موش بيت التي تتخذ من لاس فيغاس مقراً لها بنسبة 10٪ من مبيعات بضائعها وإيرادات البث إلى فرع نيفادا التابع لمؤسسة الكراسي المتحركة، وهي مجموعة تعمل على توزيع الكراسي المتحركة على أولئك الذين لا يستطيعون الوصول إليها. بينما تركز هذه الفرق على الإدماج وصراعات الحياة المقعدة، فإنها تتميز أيضًا بأغانٍ عن الحفلات، وفقًا للأيديولوجية القائلة بأن الأشخاص الذين يعيشون حياة الإعاقة ليسوا هشين أو من المتوقع أن يظهروا بشكل جيد من الناحية الأخلاقية.
فرقة "بيرتي كوريكان نيميبايفات"، وهي فرقة بانك فنلندية تتكون بالكامل من فنانين من ذوي الإعاقات الذهنية، مثلت فنلندا في مسابقة الأغنية الأوروبية عام 2015. وتتبع فيلم "متلازمة البانك"، وهو فيلم وثائقي صدر عام 2012، الفرقة في جولة دولية وعكس التحديات والإحباطات التي يواجهها الأشخاص ذوو الإعاقة في الموسيقى وفي حياتهم اليومية.